# Corto Maltese, la cour secrète des arcanes
Pour plus de détails, voir Fiche technique et Distribution.
Corto Maltese, la cour secrète des arcanes est un film d'animation sorti en 2002 réalisé par Pascal Morelli. Il adapte l'album Corto Maltese en Sibérie de Hugo Pratt.

## Synopsis
En 1919, en raison de la Première Guerre mondiale, l'Asie est plongée dans le chaos. De fabuleux trains blindés sillonnent la Russie, la Sibérie et la Mandchourie. Parmi eux, celui de l'amiral Koltchak transporte l'or du gouvernement contre-révolutionnaire et attire toutes les convoitises. Dans cette impitoyable chasse au trésor auquel il sera amené à participer, Corto Maltese apporte son aide aux Lanternes Rouges, qui lui ont sauvé la vie. Accompagné de Raspoutine, son ami-ennemi de toujours, ils croiseront des sociétés secrètes chinoises, une duchesse russe aussi charmante que perverse, un avatar de Gengis Khan, un aviateur américain et plusieurs généraux partagés entre la nostalgie de leur grandeur passée et le souci de leur avenir.

## Fiche technique
- Titre original : Corto Maltese, la cour secrète des arcanes
- Réalisateur : Pascal Morelli
- Scénario : Natalia Borodin
Thierry Thomas
- Musique : Franco Piersanti
- Son :
- Production : Robert Réa
- Sociétés de production :
- Pays d'origine :  France
- Format :
- Durée : 92 minutes
- Dates de sortie : France : 25 septembre 2002

## Distribution
- Richard Berry : Corto Maltese
- Patrick Bouchitey : Raspoutine
- Barbara Schulz : Changaï Li
- Marie Trintignant : La Duchesse Marina Seminova
- Frédéric van den Driessche :
- Marc Chapiteau : Semenov
- Maxime Leroux : Nino
- Hervé Bellon : Tchang
- Philippe Cotten : Tippit
- Emmanuel Curtil : Barrow
- Patrice Dozier : Longue Vie
- Jean-Michel Dupuis : Von Ungern
- Paule Emanuele : Mme Hu
- Sébastien Fromanger : Une Oreille

## Distinctions
- présenté au Festival international du film de Locarno en août 2002.